# انتفاضة قسطنطين وفروزين

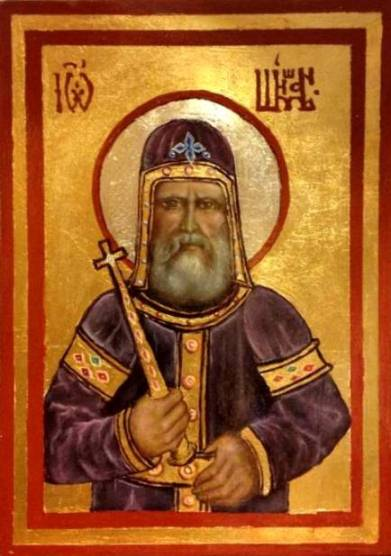
قيصر بلغاريا: تسار «إيڤان شيشمان».

انتفاضة قسطنطين وفروزين هي انتفاضة قامت ضد العثمانيين في بلغاريا، حدثت في أوائل القرن 15 من قبل اثنين من النبلاء البلغار وكانت مدعومة من قبل الائتلاف المسيحي، ولكنها فشلت. نظّم الانتفاضة كل من: «فروزين» (بالإنجليزية: Fruzhin)‏ (بالبلغارية: Фружин)‏ (المولود حوالي: 1380م - وفاة حوالي: 1460م) ابن قيصر بلغاريا: تسار «إيڤان شيشمان» (بالإنجليزية: Ivan Shishman)‏ (بالبلغارية: Иван Шишман)‏ (المولود حوالي: 1350/1351م - وفاة: 3 يونيو 1395م)، وكان شريكه في الانتفاضة ابن عمه «قسطنطين الثاني» قيصر بلغاريا (تسار) من 1397م - 1422م.
كانت هزيمة العثمانيين من قبل تيمورلنك في معركة أنقرة عام 1402م فرصة سانحةً لبدء الانتفاضة ضد العثمانيين، فعبرت جزء من القوى المسيحية نهر الدانوب من الشمال إلى الأراضي البلغارية ومعهم «قسطنطين الثاني»، بينما أقبل «فروزين» بالقوات المجرية المدعومة من الصرب، من شمال غرب الأراضي البلغارية حول مدينة فيدين البلغارية على ضفاف نهر الدانوب بالقرب من الحدود الرومانية الصربية.
بعد النجاح المبدئي لهذا الغزو، بدأت انتفاضة السكان البلغارية في بعض المناطق، ولكن سرعان ما تم القضاء على هذه الانتفاضة على يد الأمير العثماني سليمان جلبي ابن السلطان العثماني بايزيد الأول.

## التاريخ الانتفاضة
لا توجد معلومات تاريخية مؤكدة عن حجم الانتفاضة نفسها أو عن سنة وقوعها أو مدتها، ولكن تنوعت الأخبار والمصادر حول تلك الواقعة:
1. تذكر بعض المصادر أن الانتفاضة اندلعت عام 1404م وأنها سرعان ما أخمدها الأمير العثماني سليمان جلبي، وأن جهود «فروزين» و«قسطنطين الثاني» كانت عقيمة وذهبت سدىً.
2. يدّعي آخرون أن الانتفاضة قامت في عام 1408م وأن «فروزين» و«قسطنطين الثاني» نجحا في استعادة بعض أراضي جنوب نهر الدانوب التي كانت تتبع المملكة البلغارية السابقة، وأن ذلك استمر حتى عام 1413م على الأقل، حتى «دمّر البلغار» الأمير العثماني سليمان جلبي بحسب نص الوثائق التاريخية.
3. وبحسب مجموعة ثالثة من المؤرخين الذين بنوا نظريتهم على مدونة «دوكاس»، فإن المندوبون البلغار حضروا مفاوضات بورصة بين السلطان محمد الأول ومانويل باليولوج الثاني عام 1413م، وأنه قد تم سحق الانتفاضة عام 1418م إلى جانب العديد من التمردات الأخرى غير ذات الصلة.

## مآل زعماء الانتفاضة

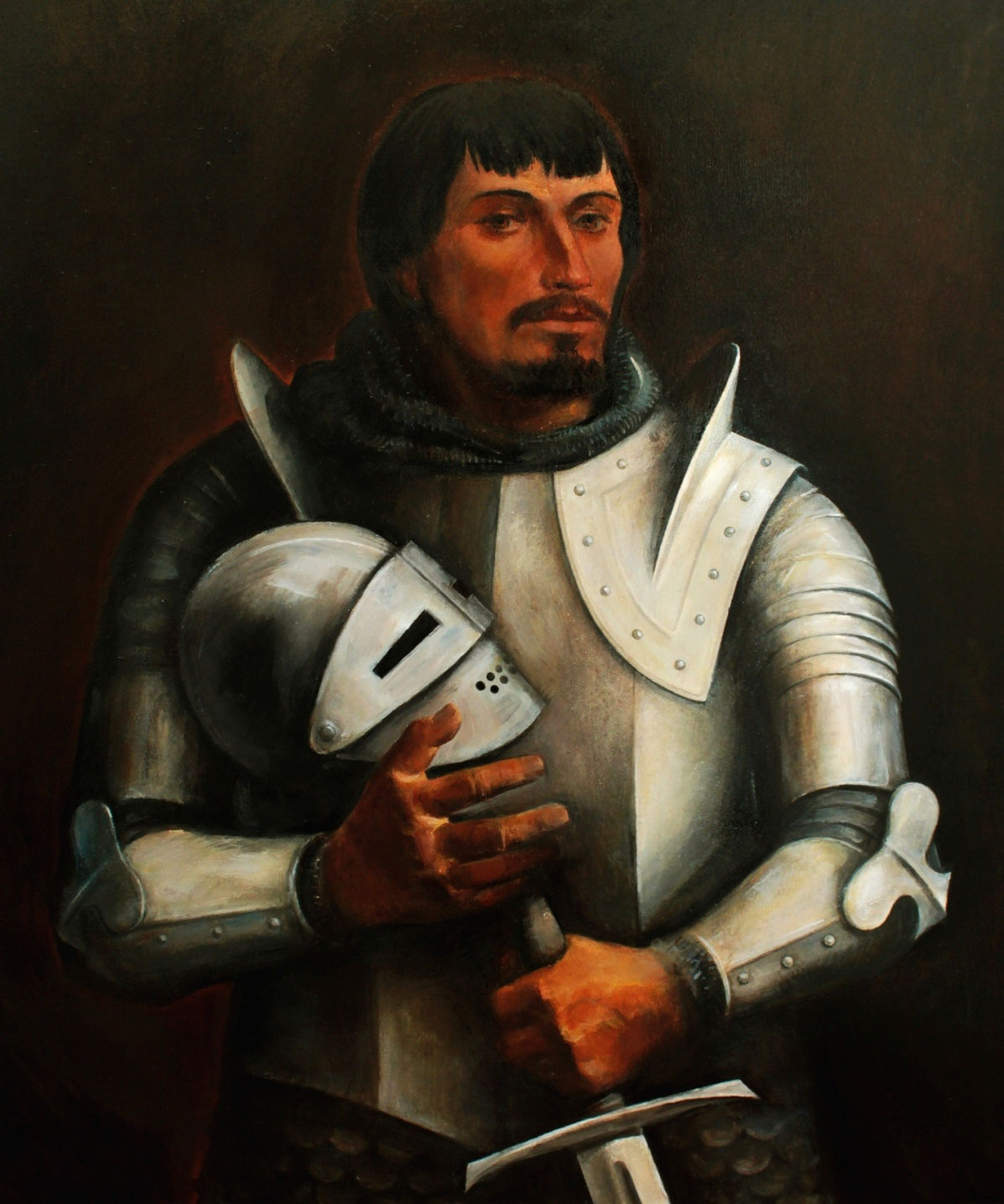
الأمير فروزين.

بعد انتهاء الانتفاضة، استقر زعيماها «فروزين» و«قسطنطين الثاني» مرة أخرى بعيداً؛ فاستقر «قسطنطين الثاني» في صربيا و«فروزين» في المجر.

### قسطنطين الثاني
توفي «قسطنطين الثاني» ام 1422م في صربيا.

### فروزين
واصل فروزين العمل بنشاط في المجر لاستعادة الإمبراطورية البلغارية، فشارك في عدة حملات وحروب:
- شارك في الهجوم الذي شنه دان الثاني (حاكم والاتشيا) على مدينة سيليسترا شمال شرق بلغاريا على الضفة الجنوبية لنهر الدانوب في عام 1425م، فمنحه سيغيسموند مدينة «ليبوفا» (Lipova) الرومانية حالياً لهذا السبب، وكانت يومئذ تتبع مملكة المجر.
- أرسله الملك المجري لمساعدة المتمردين الألبان تحت قيادة «جيرجيه أريانت كومنيني» (Gjergj Arianiti أو George Aryaniti) عام 1435م.
- كما شارك في حملة فلاديسلاف الثالث ملك مملكة بولندا والمجر وكرواتيا التي بلغت ذروتها في معركة ڤارنا عام 1444م، ثم توفي «فروزين» حوالي عام 1460م.